# Yao Jingyuan
Yao Jingyuan (14 de junho de 1958, em Yingkou, província de Liaoning) é um ex-halterofilista da China.
Yao Jingyuan começou a treinar no levantamento de peso e entrou para a equipe de Yingkou em 1973. Apareceu no campeonato mundial de 1979 e ficou em sétimo; no mundial de 1981 ele não concluiu a prova. Ganhou ouro nos Jogos Asiáticos de 1982. E nos Jogos Olímpicos de 1984, que contou como campeonato mundial de halterofilismo também, ele foi campeão na categoria até 67,5 kg, com 320 kg no total combinado (142,5 no arranque e 177,5 no arremesso).
No Campeonato Mundial de 1985 ficou em terceiro; ainda ganhou ouro nos Jogos Asiáticos de 1986, em Seul.
Quadro de resultados
| Ano  | Posição | Competição                           | Classe de peso | Marca                   |
| 1979 | 7.      | Campeonato Mundial em Tessalônica    | –67,5 kg       | 295 kg (122,5+172,5)    |
| 1981 | /       | Campeonato Mundial em Lille          | –67,5 kg       | Sem marca, não concluiu |
| 1982 | 1.      | Jogos Asiáticos                      | –67,5 kg       |                         |
| 1983 | 5.      | Campeonato Mundial em Moscou         | –67,5 kg       | 315 kg (140+175)        |
| 1984 | 1.      | Jogos Olímpicos e Campeonato Mundial | –67,5 kg       | 320 kg (142,5+177,5)    |
| 1985 | 3.      | Campeonato Mundial em Södertälje     | –67,5 kg       | 315 kg (140+175)        |
| 1986 | 1.      | Jogos Asiáticos                      | –67,5 kg       |                         |